# Craspedosis andromeda
Craspedosis andromeda là một loài bướm đêm trong họ Geometridae.